# جيرالد إف. راسيل
جيرالد إف. راسيل (بالإنجليزية: Gerald F. Russell)‏ هو عسكري أمريكي، ولد في 1 مايو 1916 في بروفيدنس في الولايات المتحدة، وتوفي في 24 فبراير 2014 في ولاية كوليج في الولايات المتحدة.